# Ärztliche Gesellschaft zur Gesundheitsförderung
Die Ärztliche Gesellschaft zur Gesundheitsförderung e. V. (ÄGGF, bis Ende 2013: Ärztliche Gesellschaft zur Gesundheitsförderung der Frau e. V.) ist ein gemeinnütziger Verein von Ärzten in Deutschland, die in Schulen gesundheitliche Präventions- und Aufklärungsarbeit leisten.
Der Verein wurde 1952 in Wuppertal durch die Frauenärztin Judith Esser Mittag gegründet. In den ersten Jahren wurden Vorträge und Gespräche mit Frauen, Hebammen- und Krankenschwesterschülerinnen geführt. Heute hat der Verein das Ziel, die schulische Sexualerziehung von Kindern und Jugendlichen um einen ärztlichen präventiven Aspekt zu ergänzen und zu erweitern sowie ein niedrigschwelliges aufsuchendes Beratungsgespräch für Menschen mit Zuwanderungsgeschichte anzubieten.
Sitz ist Hamburg, die einzelnen Mitglieder arbeiten in vielen Regionen in ganz Deutschland.
Der Verein steht unter der Schirmherrschaft der Deutschen Gesellschaft für Gynäkologie und Geburtshilfe e. V., der Deutschen Gesellschaft für Kinderheilkunde und Jugendmedizin e. V. und der Deutschen Gesellschaft für Urologie e. V. Er ist Mitglied der Bundesvereinigung Prävention und Gesundheitsförderung, von Zervita (Projektgruppe für Informationen und Aufklärung über Gebärmutterhalskrebs und HPV) und von INTEGRA (Deutsches Netzwerk zur Überwindung weiblicher Genitalverstümmelung).